# Episodio d'amore
Episodio d'amore è un singolo del rapper italiano Geolier, pubblicato il 16 agosto 2024 come quinto estratto dal terzo album in studio Dio lo sa.

## Tracce
Testi di Federica Abbate, Fabio Clemente, Luca Faraone, Alessandro Merli, Emanuele Palumbo, Davide Totaro, musiche di Fabio Clemente, Alessandro Merli, Davide Totaro.
1. Episodio d'amore – 3:16

## Classifiche

### Classifiche settimanali
| Classifica (2024) | Posizione massima |
| ----------------- | ----------------- |
| Italia            | 11                |

### Classifiche di fine anno
| Classifica (2024) | Posizione |
| ----------------- | --------- |
| Italia            | 37        |